# 宮崎市フェニックス自然動物園
宮崎市フェニックス自然動物園（みやざきしフェニックスしぜんどうぶつえん）は、宮崎県宮崎市にあるフェニックス・シーガイア・リゾートに隣接する動物園。
1971年（昭和46年）3月24日にフェニックス自然動物園として開園後、2001年（平成13年）9月8日から宮崎市が所管する宮崎市フェニックス自然動物園となった。指定管理者制度に基づき、宮崎市が出資する第三セクターの宮崎市フェニックス自然動物園管理株式会社が管理・運営している。

## 概要
1971年（昭和46年）3月24日に宮崎県内初の動物園「フェニックス自然動物園」として開園した。日本で初めて本格的な野生動物を混合飼育した生態動物園でもある。
開園と同時にフラミンゴショーを開始し、2012年には「フライング・フラミンゴショー」となった。また、1974年（昭和49年）には日本初のダチョウの人工孵化に成功した。
2001年（平成13年）2月、運営会社のフェニックス国際観光などシーガイアグループが会社更生法の手続の申立てを行った。一方で既に宮崎市による動物園の買収計画が持ち上がっており、会社更生法の手続で動物園はフェニックス国際観光から切り離されることになった。同年8月7日、宮崎市と宮崎銀行の出資により宮崎市フェニックス自然動物園管理株式会社が設立された。
そして、2001年8月31日にフェニックス自然動物園は閉園し、翌9月1日から宮崎市フェニックス自然動物園条例が施行され、9月8日に宮崎市フェニックス自然動物園が開園した。

## 沿革
- 1971年（昭和46年）3月 - フェニックス国際観光（フェニックスリゾートの関連企業）がフェニックス自然動物園を開園。
- 2001年（平成13年）9月 - 宮崎市が、会社更生法を適用したフェニックス国際観光から動物園を買収、宮崎市フェニックス自然動物園となる。
- 2010年（平成22年）5月～8月 - 宮崎県内の口蹄疫流行の感染予防のため5月17日より無期限臨時休園していたが、終息を受けて8月8日に営業を再開する。

## 飼育状況

### ダチョウ
1974年（昭和49年）に日本初のダチョウの人工ふ化に成功し、日本動物園水族館協会の飼育動物繁殖賞（昭和50年度）を受賞した。

### マサイキリン
1977年（昭和52年）にマサイキリンに第一号の二世が誕生し、1982年（昭和57年）には初の三世が誕生した。
2021年（令和3年）12月にはマサイキリンの雌コナツが熊本市動植物園に無償譲渡された。

### その他の動物
- レッサーパンダも飼育されており、口移しで離乳食を与える様子が発見されたこともある[3]。

## 園内
動物展示ゾーン、遊園地ゾーン、レストランゾーン、入園・イベントゾーンからなる。

### 遊園地
- 遊園地エリア - 遊園地は15種の遊具を備えている[7]。
  - マッドマウス
  - パラグライダー
  - おとぎ列車
  - メリーゴーランド
  - スカイバルーン
  - スワンカップ
  - フアフア
  - スーパーダンボ
  - スカイタワー
  - ゴーカート
  - ハニーハッチ
  - ビックリハウス
  - スペースドラゴン
  - ピエロ列車
  - モノレール
- 流れるプールエリア

### レストラン・ショップ
- レストラン - 営業時間10:00～16:00[8]
- ショップ - 営業時間9:00～17:00[8]

## トピック

### メディア
- カドリー・ドミニオン所属のアニマルトレーナーである宮沢厚がかつて所属しており、オランウータンのさくら（TBSのテレビ番組「どうぶつ奇想天外!」に出演していた）を担当した事で有名。1997年に北海道で放送された北海道テレビ（HTB）制作のバラエティ深夜番組「水曜どうでしょう」での企画「宮崎リゾート満喫の旅」[9] でさくらと共に登場しており、当時は番組に出演する機会がなかった為、かなり貴重な映像である[10]。
- カドリー・ドミニオンに住んでいる天才チンパンジーパンくんの出生場所。

### チンパンジーの脱走事件
2019年4月4日、オスのチンパンジー・ゲンキ（31歳）が幅6メートル、深さ1.2メートルの水堀を渡り施設から脱走した。園は入場者を全員レストランに避難させることで安全を図り、幸い犠牲者を出さずに済んだ。脱走から1時間後、獣医が麻酔の吹き矢を利用して捕獲した。脱走した原因は、園側がチンパンジーが水を嫌い泳げないものと楽観して施設を設計したことにあった。

## 最寄り駅
- 日豊本線 日向住吉駅